# U-Bahn-Station Donauinsel
Donauinsel is een metrostation in het district Donaustadt van de Oostenrijkse hoofdstad Wenen. Het station werd geopend op 3 september 1982 en wordt bediend door lijn U1.

## Geschiedenis

### Plannen
Op 26 januari 1968 werd besloten om een metronet in Wenen aan te leggen. De nadere uitwerking van het metronet, de U-Bahn-Netzvariante M uit 1970, omvatte al een station met de naam Donauinsel aan de U1 echter op een apart te bouwen metrobrug ongeveer 100 meter stroomopwaarts van het gerealiseerde station. In verband met de destijds geplande, en tussen 1972 en 1988 gerealiseerde, ombouw van de uiterwaarden aan de linkeroever van de Donau tot overlaat, zou een eiland, het Donauinsel, ontstaan dat ook per metro bereikbaar moest zijn. 

### Reichsbrücke
Al in 1971 werd besloten om het traject Wien Praterstern en Zentrum Kagran als eerste aan te leggen nadat het laatste deel van het basisnet zou zijn voltooid. De werkzaamheden voor het laatste deel tussen Schwedenplatz en Praterstern van dat basisnet zouden volgens plan op 2 augustus 1976 beginnen. Op 1 augustus 1976 stortte de Reichsbrücke in, wat aanleiding was om het tracé tussen Praterstern en Kaisermühlen geheel te herzien. De U1 en daarmee ook station Donauinsel werd in de nieuw te bouwen brug geïntegreerd waarmee de aparte metrobrug van de baan was. Op 3 september 1982 werd de verlenging van de U1 over de nieuwe Reichsbrücke in gebruik genomen.

## Ligging en inrichting
Het viaductstation ligt boven de Neue Donau, de overlaat tussen de linkeroever en het Donauinsel, op de onderste verdieping van de Reichsbrücke. De twee sporen met zijperrons liggen elk in een eigen koker tussen de fiets en voetpaden aan de buitenzijde van de brug. De perrons zijn toegankelijk vanaf de naastgelegen fiets en voetpaden alsmede via twee stationshallen op de oevers van de Neue Donau. In 2003 – 2004 werd groot onderhoud uitgevoerd waarbij hellingbanen voor rolstoelgebruikers werden aangelegd op het Donauinsel en het station van vensters op de Donau en het eiland werd voorzien. Vlak bij het station liggen de horeca- en vermaaksgebieden Copa Beach, op de linkeroever, en Sunken City, op het eiland tussen de overlaat en de Donau.

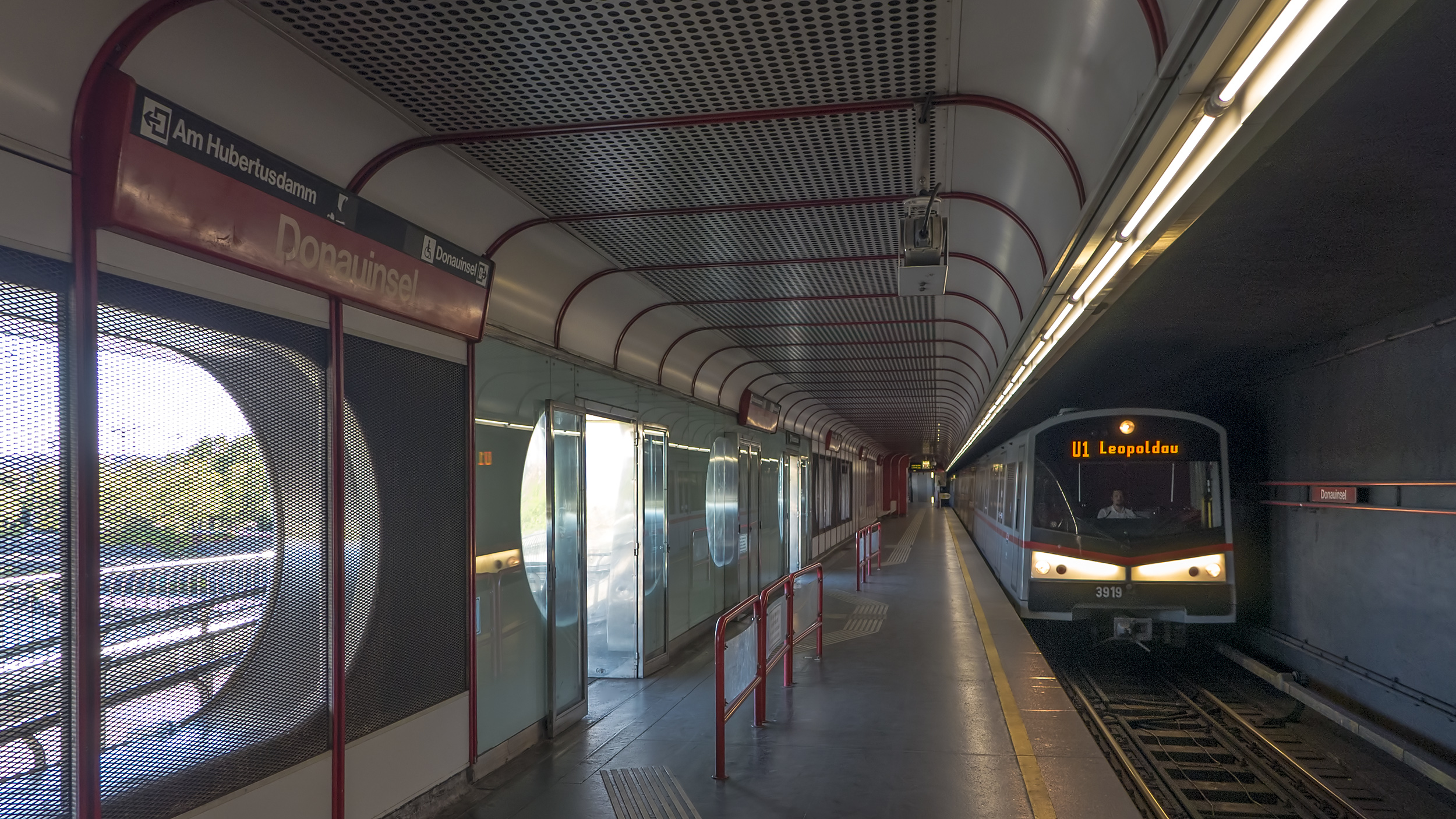
Het zuidelijke spoor en perron met metrostel type V.
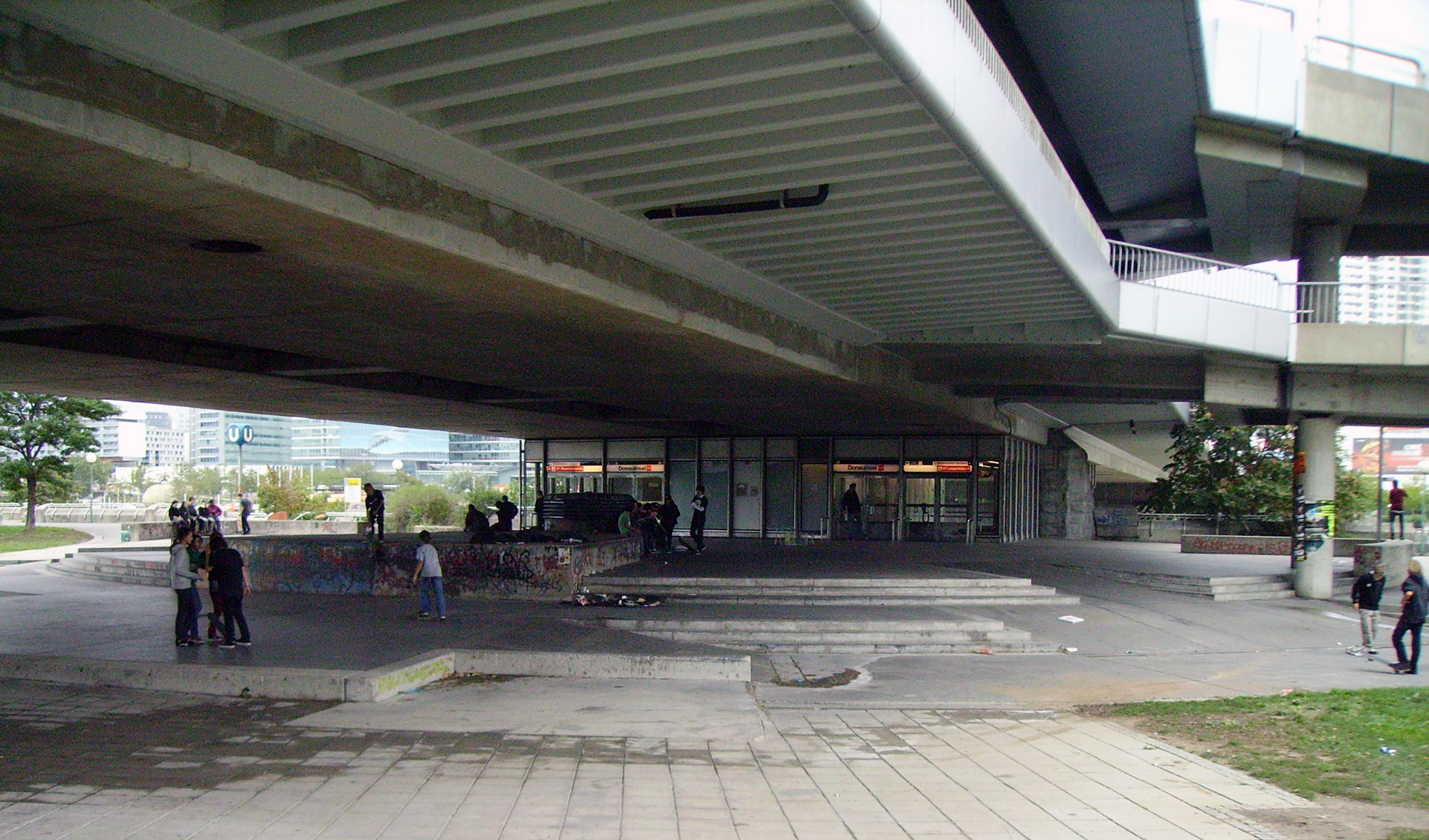
De toegang op het eiland.
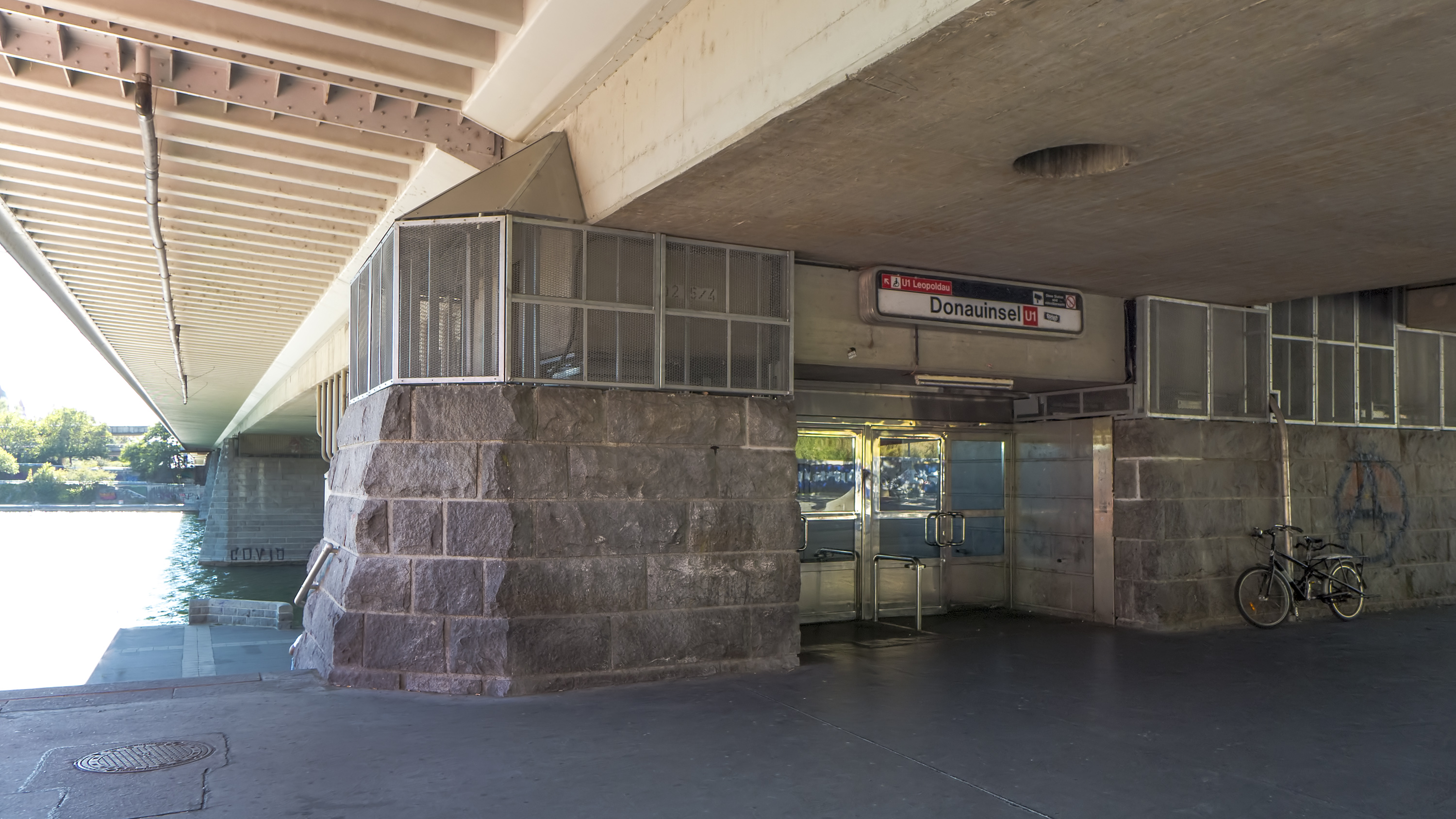
De toegang op de linkeroever.